# 西點鎮區 (愛荷華州李縣)
西點鎮區（英語：West Point Township）是位於美國愛荷華州李縣的一個行政鎮區。

## 地方資料
根據2010年美國人口普查的數據，西點鎮區的面積為94.01平方千米，當中陸地面積為93.86平方千米，而水域面積為0.15平方千米。當地共有人口1649人，而人口密度為每平方千米17.54人。